# Madrecitas. Službenice milosrđa, misionarke u Ekvadoru
Madrecitas je hrvatski dokumentarni film. Film prikazuje život Službenica milosrđa koje u Ekvadoru djeluju u četirima zajednicama, dvjema u glavnom gradu Quitu, a druge dvije su u Esmeraldasu i Palo Quemadu. Sestre su se u Ekvadoru nastanile godine 1988. u Palo Quemadu, a danas uz sestre misionarke iz Italije i domaće sestre u Ekvadoru žive i tri hrvatske sestre s. Klementina Banožić, s. Iva Jelić i s. Antonela Medić.